# Olios sericeus
Olios sericeus là một loài nhện trong họ Sparassidae.
Loài này thuộc chi Olios. Olios sericeus được miêu tả năm 1875 bởi Kroneberg.